# Danmarks runeindskrifter SHM6320:35
Runinskrift DR SHM6320:35 är ett runristat bryne upphittat på okänd ort nånstans i Ljungby socken, Faurås härad i Halland.

## Brynet
Då brynet märktes, tillverkades och användes som ett slipverktyg tillhörde det en person som var bosatt i Halland, då ett landskap i Danmark. Brynet som antas vara från vikingatiden eller medeltiden är känt sedan 1800-talet och det förvaras nu i Historiska museets samlingar i Stockholm. Det korta och från runor översatta ordet som brynet en gång märktes med lyder enligt nedan:

## Inskriften
Translitterering av runraden:
kuat
Normalisering till äldre fornsvenska:
...

## Källa
- Samnordisk runtextdatabas

1. 1 2  Samnordisk runtextdatabas, DR SHM6320:35, 2014